# Odontella kapii
Odontella kapii är en urinsektsart som beskrevs av Christiansen och Bellinger 1992. Odontella kapii ingår i släktet Odontella och familjen Odontellidae. Inga underarter finns listade i Catalogue of Life.